# New York Film Critics Circle Awards 1967
La 33ª edizione della cerimonia dei New York Film Critics Circle Awards, annunciata il 28 dicembre 1967, si è tenuta il 28 gennaio 1968 ed ha premiato i migliori film usciti nel corso del 1967.

## Vincitori

### Miglior film
- La calda notte dell'ispettore Tibbs (In the Heat of the Night), regia di Norman Jewison

### Miglior regista
- Mike Nichols - Il laureato (The Graduate)

### Miglior attore protagonista
- Rod Steiger - La calda notte dell'ispettore Tibbs (In the Heat of the Night)

### Miglior attrice protagonista
- Edith Evans - Bisbigli (The Whisperers)

### Miglior sceneggiatura
- David Newman e Robert Benton - Gangster Story (Bonnie and Clyde)

### Miglior film in lingua straniera
- La guerra è finita (La guerre est finie), regia di Alain Resnais • Francia/Svezia

### Menzione speciale
- Bosley Crowther